# المحقق كونان: لحن كامل من الرعب
المعزوفة الكاملة للرعب Detective Conan: Full Score of Fear (名探偵コナン 戦慄の楽譜, Meitantei Conan Senritsu no Furu Sukoa?) هو الفيلم الثاني عشر للمحقق كونان، عرض في أبريل 2008.

## القصة
تتمحور قصة هذا الفيلم حول أكاديمية موسيقية يملكها موسيقار ياباني يدعى «دوموتو كازوكي»، أحد مستشاري هذا الموسيقار يحقد عليه لأنه تحول من عزف البيانو إلى عزف الأورغ! يقوم ذلك الأخير بقتل أربع موسيقيين بسبب أنهم كانوا السبب في موت ابنه، ثم يخطط لتفجير صالة دوموتو الموسيقية أثناء إقامة الاحتفال وذلك باستعمال خطة بحيث أن أصوات الأروغ هي التي تفجر القنابل واستعمل المجرم موهبة موجودة لديه وهي القدرة على تمييز الأصوات بالسماع (أذن موسيقية). تقوم «أكيبا ريكو» وهي المغنية التي تظهر في غلاف الفلم بمساعدة كونان والشرطة في إيقاف تقدم المجرم قدما وذلك عن طريق الصعود للمنصة وإجبار دوموتو كازوكي على تغيير اللحن. في الأخير يتمكن كونان بمساعدة الشرطية ساتو من القبض على المجرم.

## وصلات خارجية
- المحقق كونان: لحن كامل من الرعب على موقع IMDb (الإنجليزية)
- المحقق كونان: لحن كامل من الرعب على موقع Turner Classic Movies (الإنجليزية)
- المحقق كونان: لحن كامل من الرعب على موقع أول موفي (الإنجليزية)
- المحقق كونان: لحن كامل من الرعب على موقع فيلمافينيتي (الإسبانية)
- المحقق كونان: لحن كامل من الرعب على موقع قاعدة بيانات الفيلم (الإنجليزية)
- المحقق كونان: لحن كامل من الرعب على موقع ليتربوكسد (الإنجليزية)
- المحقق كونان: لحن كامل من الرعب على موقع كينوبويسك (الروسية)
- المحقق كونان: لحن كامل من الرعب على موقع ANN anime (الإنجليزية)

- موقع أفلام المتحري كونان.